# 愛南町

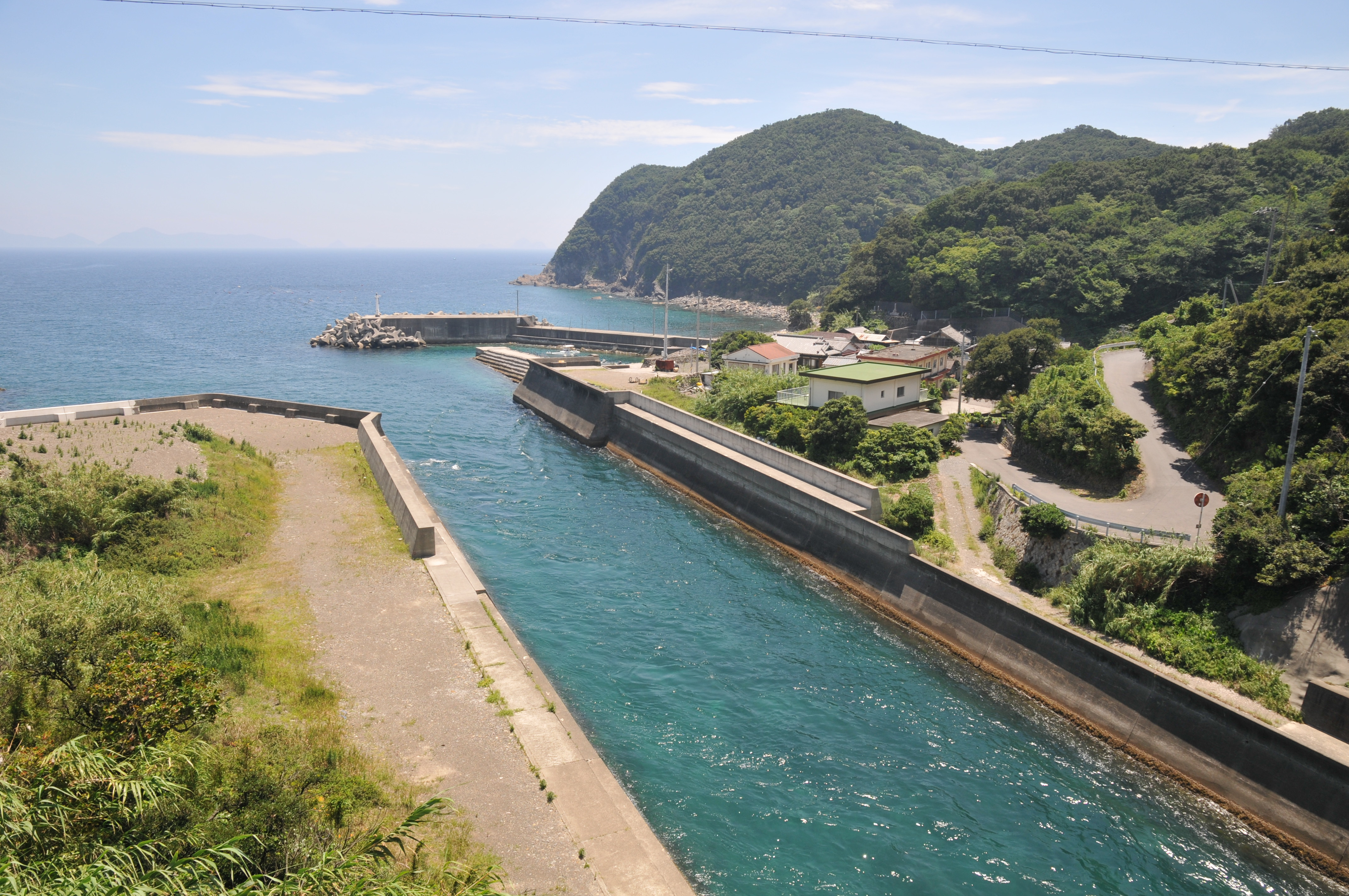
船越運河

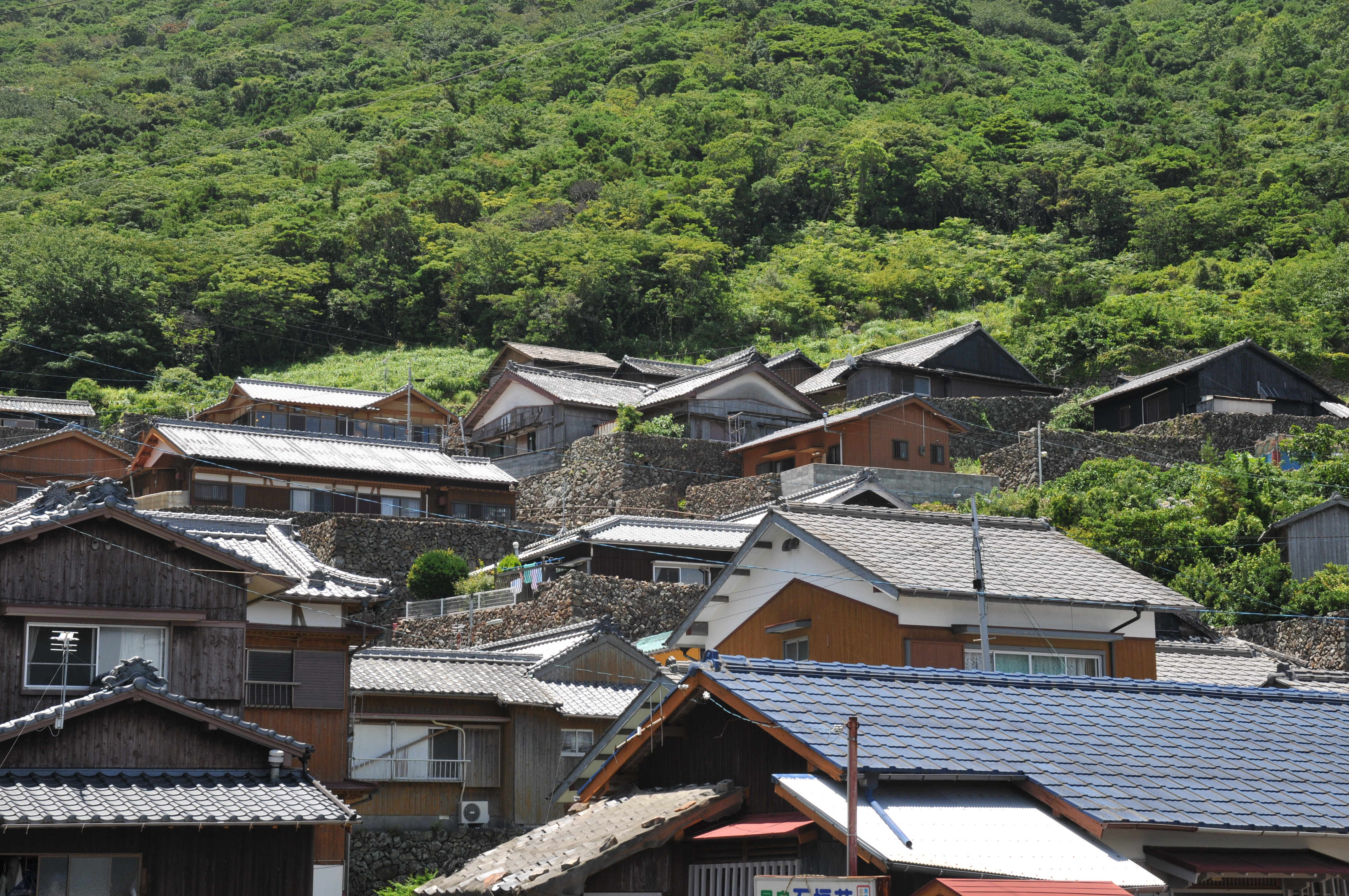
外泊集落

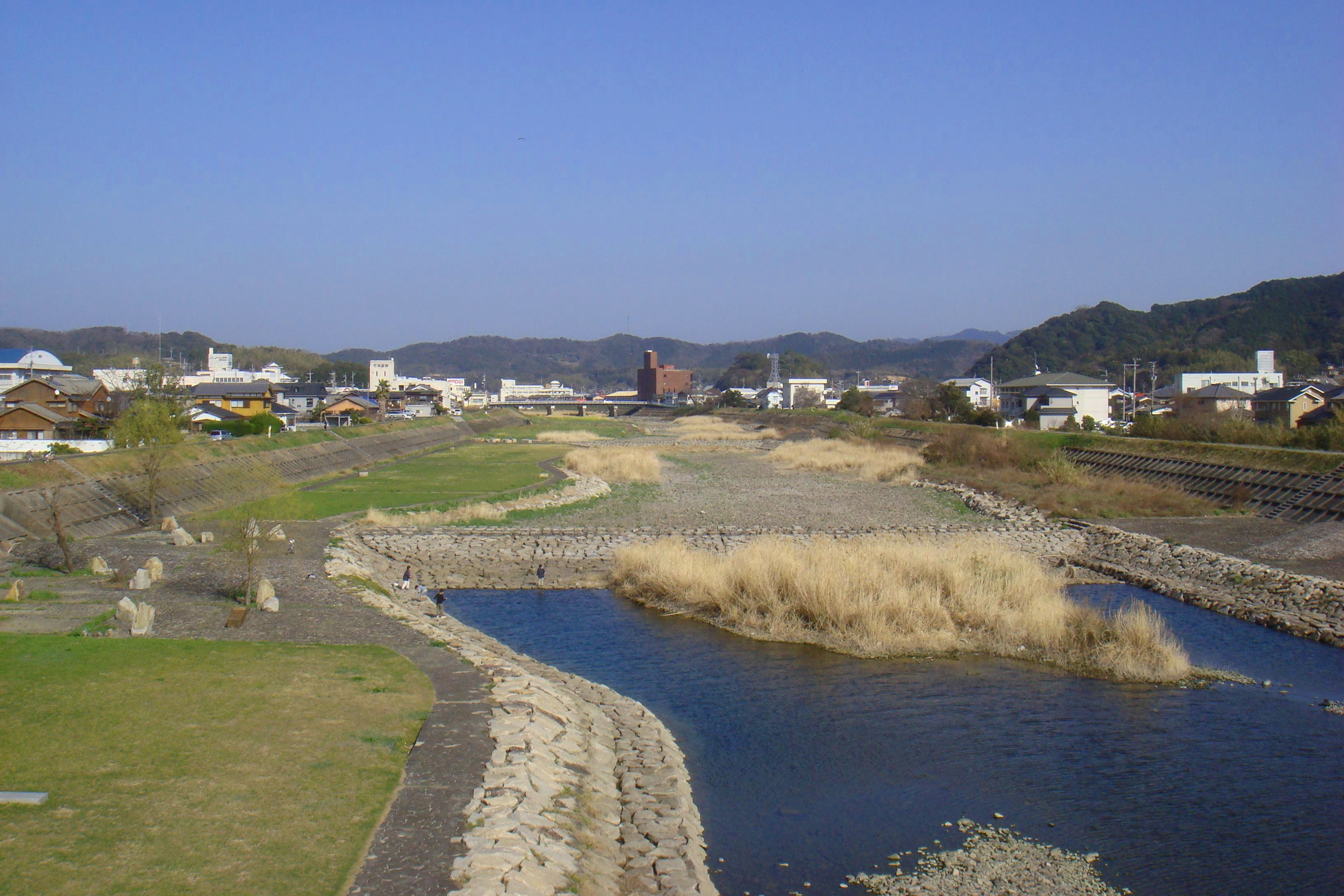
町中心部を流れる僧都川

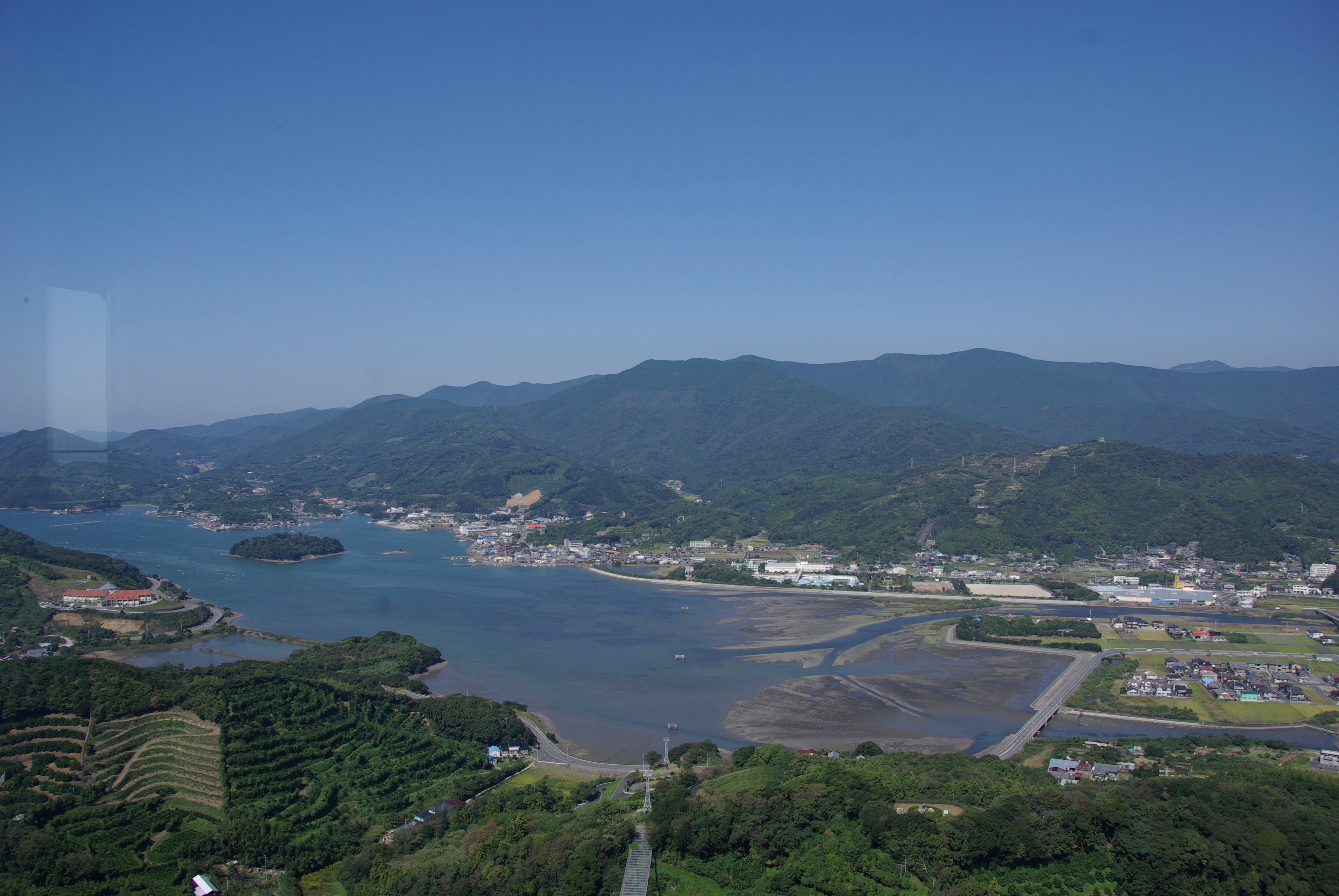
愛南町中心部（御荘地域）

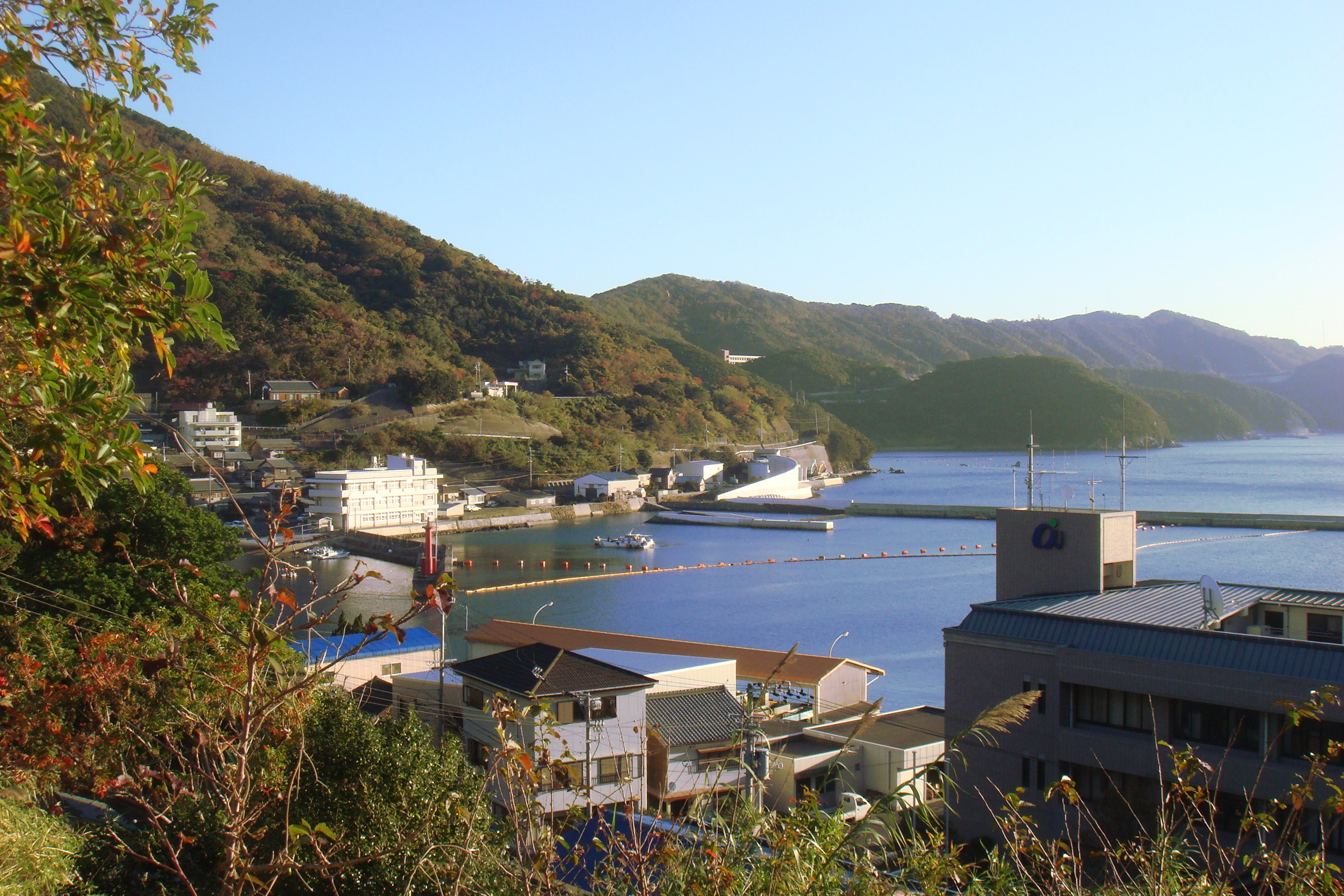
愛南町船越。西海地域の中心部。

愛南町（あいなんちょう）は、愛媛県の南部に位置する町。南宇和郡に属す。

## 地理
愛媛県の最南端に位置し、北は篠山から観音岳を経て由良半島に至る稜線で宇和島市と、東は松田川支流の篠川で高知県の宿毛市と接している。西は内海湾、南は宿毛湾に面する。
町域の大部分を占める山地がそのまま海に落ち込み、リアス式の複雑な海岸線を持つ。中央を大きく弧を描くように流れる僧都川の河口部に平地が小さく開けており、役場のある城辺地区もここにある。
海岸部は、足摺宇和海国立公園の一部となっている。今後発生が予見されている南海トラフ巨大地震の際には、最大10mの津波が到達することが予想されており、愛媛県下の市町別では最大値となっている。
- 山: 篠山、観音岳
- 河川:僧都川（そうずがわ）、篠川
- 湖沼:

### 気候
| 御荘（1991年 - 2020年）の気候      | 御荘（1991年 - 2020年）の気候 | 御荘（1991年 - 2020年）の気候 | 御荘（1991年 - 2020年）の気候 | 御荘（1991年 - 2020年）の気候 | 御荘（1991年 - 2020年）の気候 | 御荘（1991年 - 2020年）の気候 | 御荘（1991年 - 2020年）の気候 | 御荘（1991年 - 2020年）の気候 | 御荘（1991年 - 2020年）の気候 | 御荘（1991年 - 2020年）の気候 | 御荘（1991年 - 2020年）の気候 | 御荘（1991年 - 2020年）の気候 | 御荘（1991年 - 2020年）の気候 |
| 月                                 | 1月                           | 2月                           | 3月                           | 4月                           | 5月                           | 6月                           | 7月                           | 8月                           | 9月                           | 10月                          | 11月                          | 12月                          | 年                            |
| ---------------------------------- | ----------------------------- | ----------------------------- | ----------------------------- | ----------------------------- | ----------------------------- | ----------------------------- | ----------------------------- | ----------------------------- | ----------------------------- | ----------------------------- | ----------------------------- | ----------------------------- | ----------------------------- |
| 最高気温記録 °C （°F）             | 21.5 (70.7)                   | 23.7 (74.7)                   | 26.1 (79)                     | 28.7 (83.7)                   | 32.7 (90.9)                   | 33.3 (91.9)                   | 37.3 (99.1)                   | 39.0 (102.2)                  | 35.8 (96.4)                   | 32.9 (91.2)                   | 27.3 (81.1)                   | 24.2 (75.6)                   | 39.0 (102.2)                  |
| 平均最高気温 °C （°F）             | 11.6 (52.9)                   | 12.6 (54.7)                   | 15.8 (60.4)                   | 20.5 (68.9)                   | 24.4 (75.9)                   | 26.6 (79.9)                   | 30.8 (87.4)                   | 32.0 (89.6)                   | 29.1 (84.4)                   | 24.4 (75.9)                   | 19.2 (66.6)                   | 13.9 (57)                     | 21.7 (71.1)                   |
| 日平均気温 °C （°F）               | 7.3 (45.1)                    | 8.0 (46.4)                    | 10.9 (51.6)                   | 15.4 (59.7)                   | 19.5 (67.1)                   | 22.6 (72.7)                   | 26.5 (79.7)                   | 27.5 (81.5)                   | 24.4 (75.9)                   | 19.3 (66.7)                   | 14.3 (57.7)                   | 9.4 (48.9)                    | 17.1 (62.8)                   |
| 平均最低気温 °C （°F）             | 3.1 (37.6)                    | 3.3 (37.9)                    | 5.9 (42.6)                    | 10.2 (50.4)                   | 14.6 (58.3)                   | 19.0 (66.2)                   | 23.1 (73.6)                   | 23.9 (75)                     | 20.5 (68.9)                   | 14.8 (58.6)                   | 9.5 (49.1)                    | 4.9 (40.8)                    | 12.7 (54.9)                   |
| 最低気温記録 °C （°F）             | −4.0 (24.8)                   | −4.5 (23.9)                   | −3.1 (26.4)                   | −0.2 (31.6)                   | 3.5 (38.3)                    | 10.0 (50)                     | 14.8 (58.6)                   | 16.3 (61.3)                   | 10.1 (50.2)                   | 2.6 (36.7)                    | −1.2 (29.8)                   | −3.8 (25.2)                   | −4.5 (23.9)                   |
| 降水量 mm （inch）                 | 69.3 (2.728)                  | 90.8 (3.575)                  | 139.0 (5.472)                 | 151.5 (5.965)                 | 199.1 (7.839)                 | 318.2 (12.528)                | 247.6 (9.748)                 | 186.9 (7.358)                 | 228.2 (8.984)                 | 148.2 (5.835)                 | 104.4 (4.11)                  | 80.8 (3.181)                  | 1,963.7 (77.311)              |
| 平均降水日数 （≥1.0 mm）           | 8.6                           | 8.9                           | 11.2                          | 9.4                           | 9.4                           | 14.0                          | 10.9                          | 9.7                           | 11.1                          | 8.0                           | 7.9                           | 8.3                           | 117.5                         |
| 平均月間日照時間                   | 142.9                         | 150.7                         | 181.0                         | 195.5                         | 195.0                         | 126.7                         | 193.9                         | 217.3                         | 173.9                         | 178.9                         | 158.1                         | 143.5                         | 2,067.5                       |
| 出典1：Japan Meteorological Agency |                               |                               |                               |                               |                               |                               |                               |                               |                               |                               |                               |                               |                               |
| 出典2：気象庁                      |                               |                               |                               |                               |                               |                               |                               |                               |                               |                               |                               |                               |                               |

### 隣接している自治体
- 宇和島市
- 高知県宿毛市

## 歴史
- 2004年（平成16年）10月1日 - 南宇和郡4町1村（御荘町・一本松町・城辺町・西海町・内海村）が合併し発足。
- 2005年（平成17年）
  - 3月 - 松下寿電子工業（現:PHC）一本松工場が閉鎖。
  - 4月 - 農業支援センター設置。
  - 10月 - 町内の7漁業協同組合が合併し、愛南漁業協同組合が発足。
- 2006年（平成18年）
  - 3月 - 西海有料道路が無料化、御荘湾ロープウェイ廃止。
  - 4月 - 愛南町商工会が発足。愛南町コミュニティバス（あいなんバス）運行開始。
- 2007年（平成19年）5月 - 合併時の全町民（約2万9千人）と死者や転出者などをあわせた約5万5000人分の個人情報が流出する事件が発生した（愛南町個人情報流出事件を参照）。
- 2008年（平成20年）
  - 4月 - 西海支所に愛媛大学南予水産研究センターが設置される[3]。
  - 11月 - 松下寿電子工業跡地に隆祥産業（レクザム）が進出、工場稼動開始。
- 2009年（平成21年）2月　- 町民憲章制定。
- 2010年（平成22年）5月 - 極洋がクロマグロ養殖を目的とするキョクヨーマリン愛媛を設立[4]。
- 2011年（平成23年）
  - 3月 - 節崎バイパスが開通。愛南町情報通信基盤整備事業が完成。
  - 4月 - 愛媛CATV愛南局が開局。
- 2013年（平成25年）
  - 3月 - 西浦小学校跡地にうみらいく愛南が完成。
  - 8月 - ご当地キャラクター名称「なーしくん」に決定。
- 2015年（平成27年）3月 - 町消防本部･消防署新庁舎が完成。
- 2016年（平成28年）
  - 3月 - 町役場新庁舎が完成。
  - 8月 - 兵庫県丹波篠山市（当時は篠山市）と姉妹都市提携を調印。

## 行政

### 町長
- 初代: 谷口長治（たにぐち ちょうじ） - 前・城辺町長
- 第2代: 清水雅文（しみず まさふみ）2008年10月-

2008年10月19日、現職の谷口との町を二分する選挙戦を700票弱の差で制して初当選。選挙戦では愛南町を選挙区とする県議会議員や合併前の城辺町以外の旧町村長が清水を推して谷口と対し、初代町長選と似通った構図となった。

### 庁舎
旧城辺町庁舎を利用
新庁舎については法定合併協議会で「合併後4年以内に建設する」と決定し、旧城辺町と旧御荘町との境の蓮乗寺川南側の丘陵地を予定していたが地権者との用地交渉がまとまらないことや、財政状況が厳しいことから2006年に当初の計画は中止とした。ただ、現庁舎（旧城辺町庁舎）は想定される南海地震等の耐震規準を満たさないことから合併特例債が認められる2014年度（平成26年度）までに建設費約10億円と規模を縮小（当初は45億円を予定）して、建設場所も含めて再検討していくこととした。そして建設の是非を含め検討する機関として町は新庁舎建設計画町民検討委員会（中村威久男委員長）を設置、2008年7月に初会合を開き議論を開始した。
2008年10月の2期目の町長を決める選挙戦では新人の清水雅文が庁舎建設反対を訴え、当選した。清水新町長は2008年12月16日の「委員会」にて、他に優先すべき課題があることを理由に4年間（任期中）は「絶対建てない」と明言した。

### 行政課題
南宇和郡5か町村がすべてまとまって、環境衛生などの共同実施を背景に協力・連携関係の積み重ねがあり、県内でも合併までの所要期間は最速であった。そのため、地域ごとの公平性の観点からの公共施設やサービスのバラマキの必要性は他の自治体に比べると少ない。

#### 地域振興
当面の課題は、松下寿電子工業（現：PHC）工場の閉鎖などによる雇用問題である。
根本的な行政課題は地域振興で、中核産業である水産業の振興が町勢復興の鍵を握る。かつおの水揚げで四国地域では知られている深浦港や、カキ養殖の御荘湾、緋扇貝（ひおうぎがい）などの素材には恵まれている。
海業（うみぎょう）の推進
海を活かしたまちづくりを進めてきたところであるが、2023年3月水産庁の「海業」振興モデル地域に選定され、町行政では同年4月水産課内に「海業推進室」を設置、準備を進め2024年3月22日「町海業グランドデザイン」を公表した。

#### 道路網の整備
将来的には高速道路（四国横断自動車道・松山自動車道）の延伸計画があるが、宇和島市津島町岩松以南は、内海地域までは津島道路として事業化されているが開通時期は未定で、それ以南に至っては事業化の見通しが立っていない。ただ、無料の自動車専用道路は建設されている。

### 主な行政機関
- 愛南町役場
- 愛南町役場内海支所
- 愛南町役場御荘支所
- 愛南町役場一本松支所
- 愛南町役場西海支所。施設内に愛媛大学南予水産研究センター 船越ステーションがある。
- 愛南町クリーンセンター
- 愛南消防署
- 愛南警察署
- 宇和島地方局御荘出張所
- 城辺簡易裁判所
- 城辺区検察庁
- 愛媛県立南宇和病院

## 経済
海の恵みを受けた産業が主体であり、真珠養殖はなやかなりし頃は特に母貝の生産地である旧・内海村は所得も高く、四国でも一二を争う豊かな村と言われた。しかし、真珠養殖の不振とともに一気に経済力も低下。今日では、逆に一二の寒村とすら自虐的に言う人もいる。また、松下寿電子工業の工場閉鎖もダメージを与えた。

### 産業
愛媛県内で初めて町が管理する職業安定所「愛南町職業紹介所」が開設された。宇和島圏域であるが実際には宇和島まで出にくい上、本町内で就職活動がしたいという人が多い。
主な産業 - 農林水産業・観光業
- 第一次産業
  - 水産業
旧内海村周辺は真珠養殖よりも、真珠養殖に必要な真珠母貝の養殖は日本一である。旧御荘町、旧西海町はタイ・ハマチ・フグ・ヒラメの養殖が盛ん。また御荘湾周辺では御荘カキ（愛南かき）も養殖されている。城辺町の深浦港は愛媛県唯一のカツオの水揚げ港。
近年、サバ科の魚スマの養殖も行われており、愛媛大学南予水産研究センターの協力のもと研究が続けられている。最高品質の養殖スマは「伊予の媛貴海（いよのひめたかみ）」[7]、それ以下は「媛スマ（ひめすま）」[8]として販売されている。
また、鮮やかな色が特徴の緋扇貝も養殖されている。
神奈川県のキャベツウニを参考に、磯焼け対策で駆除されるガンガゼをブロッコリーを餌にして養殖し、「ウニッコリー」としてブランド化している[9]。ウニッコリーに規格外の愛南ゴールドを週1 - 2回与え、「柑橘風味のウニッコリー」として展開する実験も進めている[10]。
  - 農林業
僧都川周辺の平野部や旧一本松町で稲作が行われているが大規模ではない。旧御荘町や旧城辺町の緑地区では柑橘類の栽培が盛ん。温州みかんではなく甘夏や河内晩柑（美生柑（みしょうかん）、愛南ゴールド）が有名。近年ではしらぬいやポンカン、レモンなどの暖地向きの品種も多く栽培されている。
水稲、果菜類では早場米の裏作としてブロッコリーの栽培も盛んであり、常に愛媛県の生産量の上位である。

- 第二次産業
工業に適した土地が少なく、大消費地からも離れているため工業の割合は少ない。旧一本松町に松下寿電子工業（現PHC）の一本松事業所があり、ハードディスク関連製品の製造を行っていたが、事業の集約化の一環で2005年（平成17年）3月に閉鎖された。当地では他に雇用吸収力のある産業はみられず、一層の経済力の低下が懸念される。宇和島地域の製造業の出荷額は、愛媛県内の6地域のうち下から二番目（最下位は八幡浜地域）であるが、そのうち電気機械関係が実に76.9％を占めていた（1999年）。そのほとんどは同社関連であったとみられ、その存在感は他にこれといった産業のない当地方にとってはきわめて大きい産業であった。また閉鎖を発表した2004年（平成16年）12月時点での従業員は462名を数え、どれだけ同事業所に雇用吸収力があったかがわかる。跡地には2008年に隆祥産業（現レクザム）が進出。
- 第三次産業
宇和海沿岸が足摺宇和海国立公園に指定され、その風光明媚な景色を生かし、また四十番札所の観自在寺があることから観光業が盛ん。しかし町としては積極的でない。
  - 旧西海町 - 鹿島を中心とした海域で海中公園のほか「日本の美しい村農林水産大臣賞」を受賞した石垣の里も有名。また磯釣り、ダイビングのポイントも多い。
  - 旧御荘町・城辺町・内海村 - 南予レクリエーション都市（南レク）の指定を受け、大規模な公園の建設が進んだ。御荘公園は南レクの中心でレジャープール、展望タワー、ホテル、城辺公園は運動施設が充実。サッカー場は南レク杯高校サッカー大会が開かれる。内海の須ノ川公園は須ノ川海水浴場とオートキャンプ場、ゆらり内海がある。　ホテルサンパールは運営会社の倒産により取り壊しが決定した。[11]

### 本社を置く企業
- キョクヨーマリン愛媛

### 事業所を置く企業
- シィーティーアイ情報センター愛南コールセンター
- ベネフィット・ワン愛南ベース
- レクザム電子四国愛南事業所

### 宅配便
佐川急便は高知県宿毛市にある四万十営業所の管内である。そのため、かつて南宇和郡を管轄していた地域法人は愛媛佐川急便ではなく高知佐川急便だった。ヤマト運輸は御荘平城に愛南センターがある。

## 文化
- 手しごと

僧都地区の「炭焼き」
陶器「御荘焼」 現在は窯もないが、旧城辺町の一帯では陶石を採掘していたとみられる。
農村部の「わら縄編、わらじ作り」
- 食

鰹のたたき
手作りタルト・・・スポンジ生地で赤色や緑色のあんこを巻いたもの
寒天ゼリー・・・みかんの実を袋ごと入れる
蒸しまんじゅう（柏餅状のこしあん入り）
かいぼし（いわしの丸干し）
ふかの湯ざらし
丸寿司（酢飯のかわりに甘酢をきかせたおからでつくる）
ひがしやま（甘いサツマイモを煮干にしたもの）
麦味噌(主原料がはだか麦で作られており甘い)
蟹汁（川蟹をつぶしてつみれ汁状にしたもの）
- 祭礼

鹿踊(ししまい、と発音。宇和島伊達藩由来、５頭編成の地区が多くかなりアレンジされている。5頭の場合は「五鹿おどり」とも呼ばれる。)
唐獅子
闘牛(2000年代に入って廃れて行われていない)
牛鬼（「うしおに」が「うしょーにん」と訛る）
いずれも南予一帯でみられる。
- 民俗、娯楽

とっぽ話（とぼけたほら吹き話）
バラ抜き歌（鰹節を作る際の骨を抜く作業で合間に歌われる）

## 地域

### 人口
| |                                        |  |
| 愛南町と全国の年齢別人口分布（2005年） | 愛南町の年齢・男女別人口分布（2005年） |  |
| ■紫色 ― 愛南町 ■緑色 ― 日本全国 | ■青色 ― 男性 ■赤色 ― 女性              |  |
| 愛南町（に相当する地域）の人口の推移 \| 1970年（昭和45年） \| 34,672人 \| \| \| 1975年（昭和50年） \| 33,845人 \| \| \| 1980年（昭和55年） \| 33,800人 \| \| \| 1985年（昭和60年） \| 33,768人 \| \| \| 1990年（平成2年） \| 32,295人 \| \| \| 1995年（平成7年） \| 31,101人 \| \| \| 2000年（平成12年） \| 29,331人 \| \| \| 2005年（平成17年） \| 26,636人 \| \| \| 2010年（平成22年） \| 24,061人 \| \| \| 2015年（平成27年） \| 21,902人 \| \| \| 2020年（令和2年） \| 19,601人 \| \| |                                        |  |
| 総務省統計局 国勢調査より |                                        |  |
| 1970年（昭和45年） | 34,672人                               |  |
| 1975年（昭和50年） | 33,845人                               |  |
| 1980年（昭和55年） | 33,800人                               |  |
| 1985年（昭和60年） | 33,768人                               |  |
| 1990年（平成2年） | 32,295人                               |  |
| 1995年（平成7年） | 31,101人                               |  |
| 2000年（平成12年） | 29,331人                               |  |
| 2005年（平成17年） | 26,636人                               |  |
| 2010年（平成22年） | 24,061人                               |  |
| 2015年（平成27年） | 21,902人                               |  |
| 2020年（令和2年） | 19,601人                               |  |

### 教育
当地は過疎化・少子化が著しく閉校となった小中学校も数多いがそれらは廃校の一覧に記載。

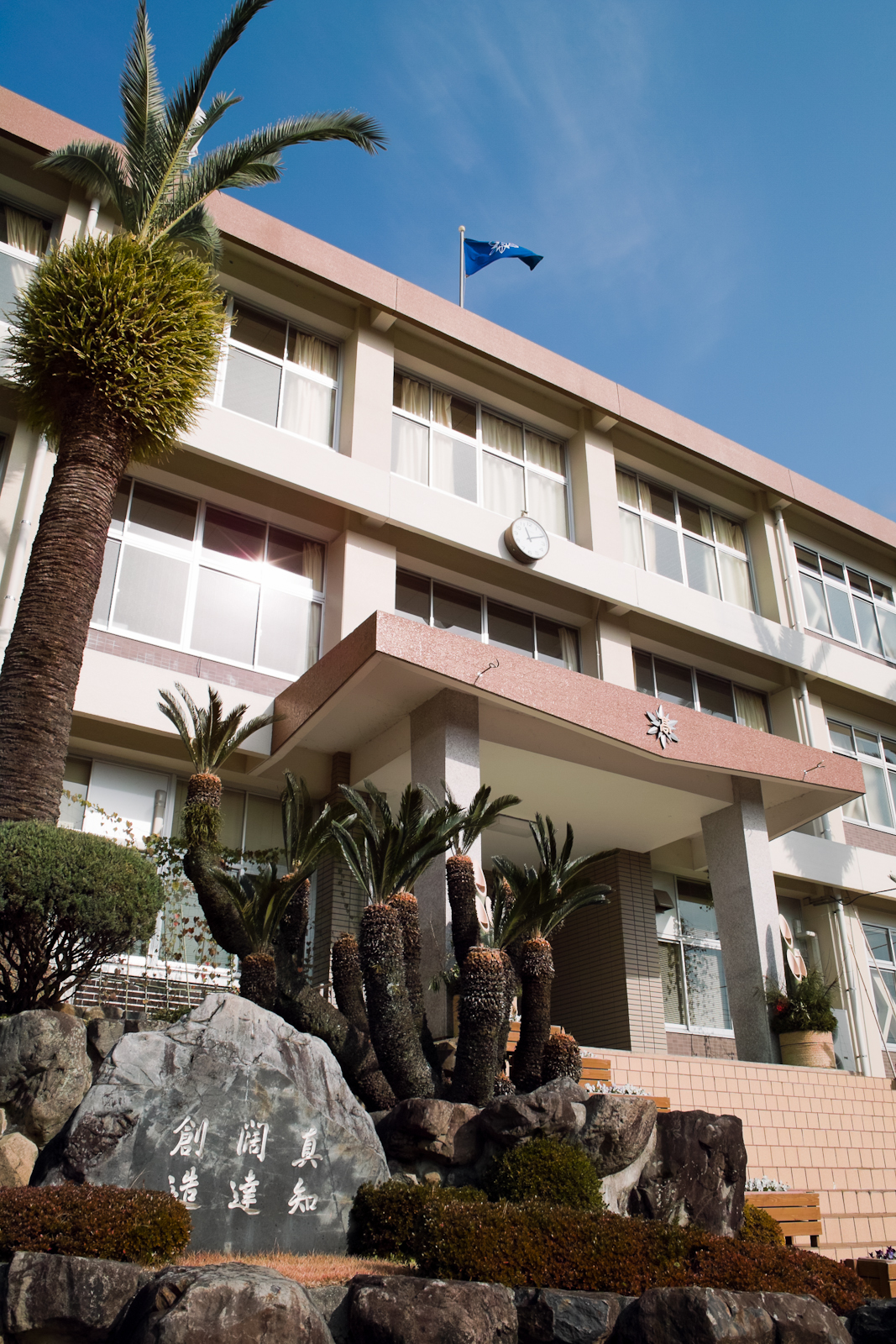
南宇和高校

#### 小学校
- 愛南町立家串小学校 https://iekushi-e.esnet.ed.jp/
- 愛南町立一本松小学校
- 愛南町立柏小学校

- 高知県宿毛市愛媛県南宇和郡愛南町篠山小中学校組合立篠山小学校
- 愛南町立城辺小学校
- 愛南町立平城小学校
- 愛南町立福浦小学校
- 愛南町立船越小学校
- 愛南町立緑小学校

なお、閉校した愛南町立西浦小学校の跡地はうみらいく愛南として利用され、施設内に愛媛大学南予水産研究センター 西浦ステーションがある。

#### 中学校
- 愛南町立一本松中学校

- 高知県宿毛市愛媛県南宇和郡愛南町篠山小中学校組合立篠山中学校
- 愛南町立城辺中学校
- 愛南町立御荘中学校

なお、高知県宿毛市愛媛県南宇和郡愛南町篠山小中学校組合立篠山小学校・中学校は日本一校名の長い小中学校である。

#### 高等学校
- 愛媛県立南宇和高等学校

大学
- 愛媛大学南予水産研究センター（愛媛大学の研究機関）

### 医療
医療機関
- 愛南町国保一本松病院

## 交通

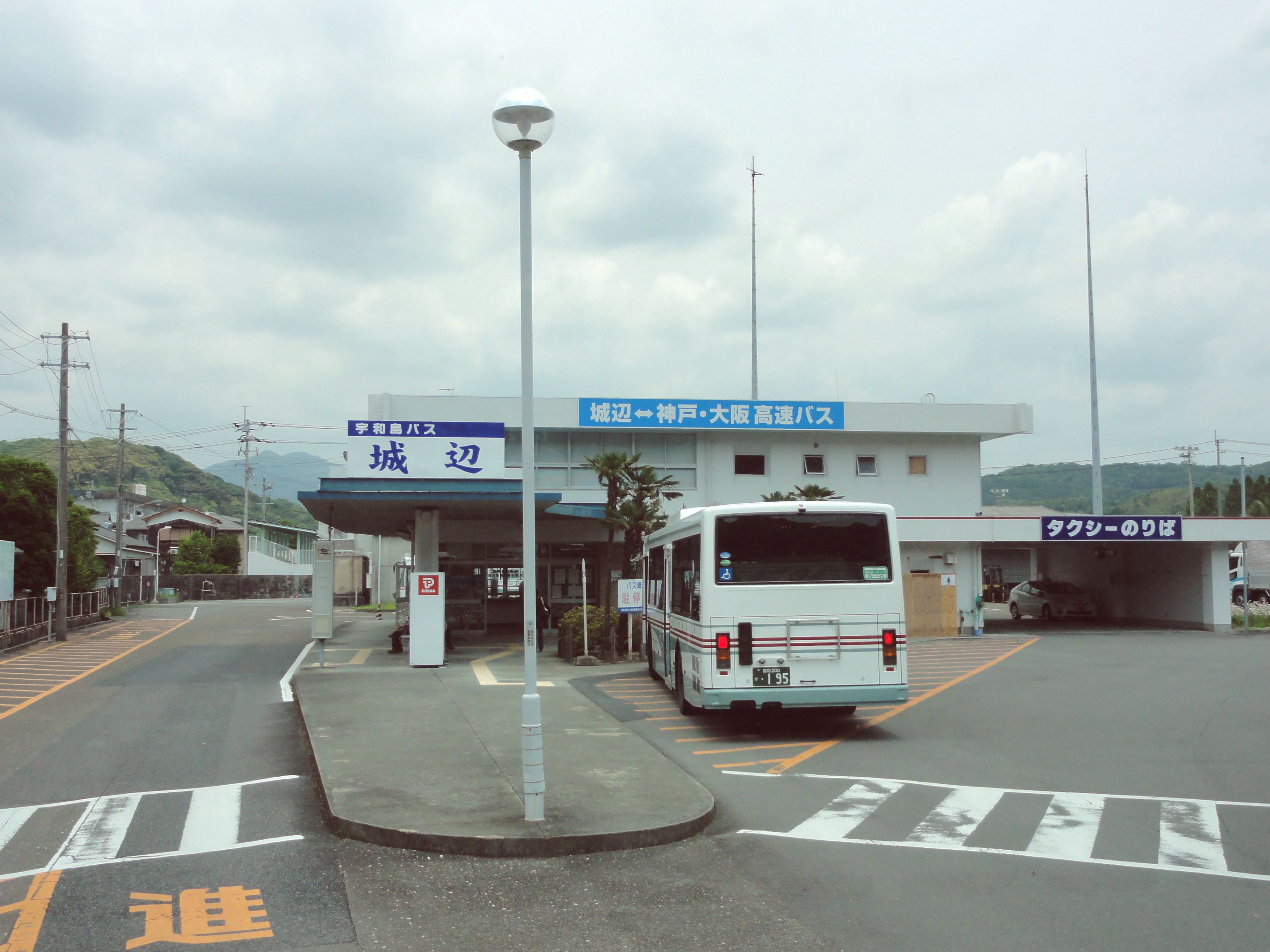
宇和島自動車城辺営業所。愛南町のバス路線のターミナルである。

### 鉄道
町内に鉄道路線は通っていない。最寄り駅は高知県の宿毛駅か、同じ愛媛県内では宇和島駅が最も近い。
かつて宇和島 - 宿毛を結ぶ宿毛線の構想があったが、未成線に終わっている。

### バス
- 宇和島自動車が城辺営業所を中心にバス路線を展開。幹線である城辺 - 宇和島 - 松山線は高速道路の延伸で便数や所要時間に改善が見られるが、支線は閑散路線が多く、2022年4月までにすべてあいなんバス（愛南町コミュニティバス）に移管が行われている。

城辺 - 神戸三宮・大阪梅田（夜行高速バス、阪神バスと共同運行。愛南町内では御荘、柏の停留所にも停車）
城辺 - 宇和島 - 松山（直通便4往復）
宿毛 - 城辺 - 宇和島（松山行はバスセンターで乗り継ぎ）
城辺 - 久良（終点はコモズラ）→あいなんバスに移管
城辺 - 中浦（終点は高手）→あいなんバスに移管
城辺 - 武者泊（むしゃどまり）→船越 - 武者泊間は愛南町コミュニティバスに移管→2022年4月より全区間あいなんバスに移管
城辺 - 外泊（そとどまり） : 鹿島へは「鹿島渡」下車。石垣の里へは終点「外泊」→2022年4月よりあいなんバスに移管
城辺 - 岩水→あいなんバスに転換。
城辺 - 大僧都→あいなんバスに転換。
城辺 - 本網代→柏 - 鳥越トンネル -本網代間はあいなんバスに移管

### 道路

#### 高速道路
町内に高速道路は通っていない。国道56号津島道路が旧内海村内で事業中だが、それ以南は構想のみで事業化のめどは立っていない（四国横断自動車道の予定路線区間）。

#### 一般国道
- 国道56号（町内全区間国道320号重複）

#### 都道府県道
- 主要地方道
  - 高知県道・愛媛県道7号宿毛城辺線
  - 愛媛県道34号平城高茂岬線
  - 愛媛県道46号宇和島城辺線
- 一般県道
  - 愛媛県道292号網代鳥越線
  - 愛媛県道293号猿鳴平城線
  - 愛媛県道294号中浦西海線
  - 愛媛県道295号長月城辺線
  - 愛媛県道297号久良城辺線
  - 愛媛県道298号深浦港線
  - 愛媛県道299号一本松城辺線
  - 愛媛県道300号高茂岬船越線
  - 愛媛県道332号篠山公園線

#### その他
- 南宇和広域農道 御荘平城 - 正木

#### 道の駅
- みしょうMIC（国道56号）

## 名所・旧跡・観光スポット・祭事・催事
現在、町としては観光に関してはあまり積極的ではない。原因は南予レクリエーション都市の項を参照のこと。
- 名所

御荘・城辺地域

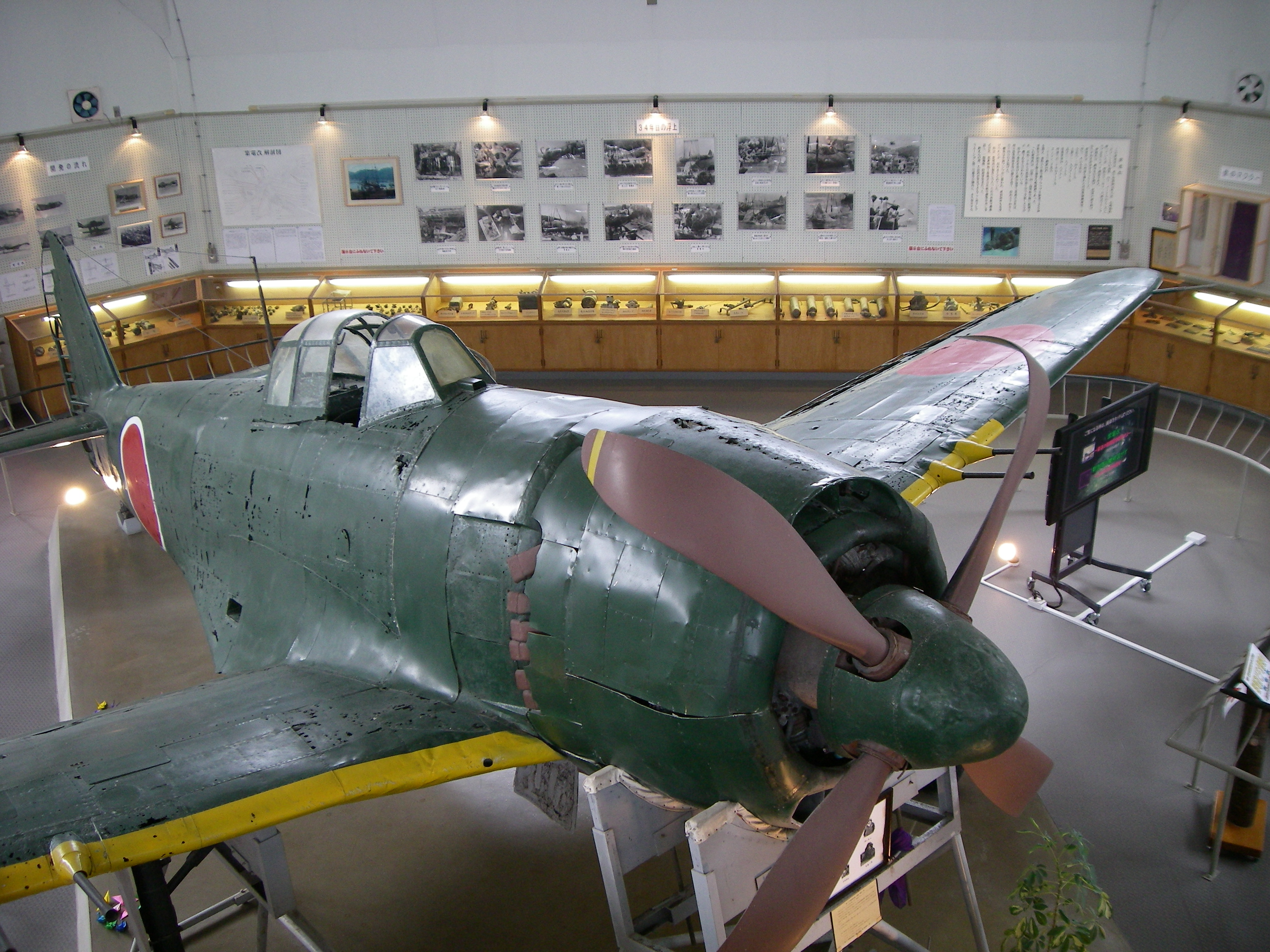
紫電改展示館

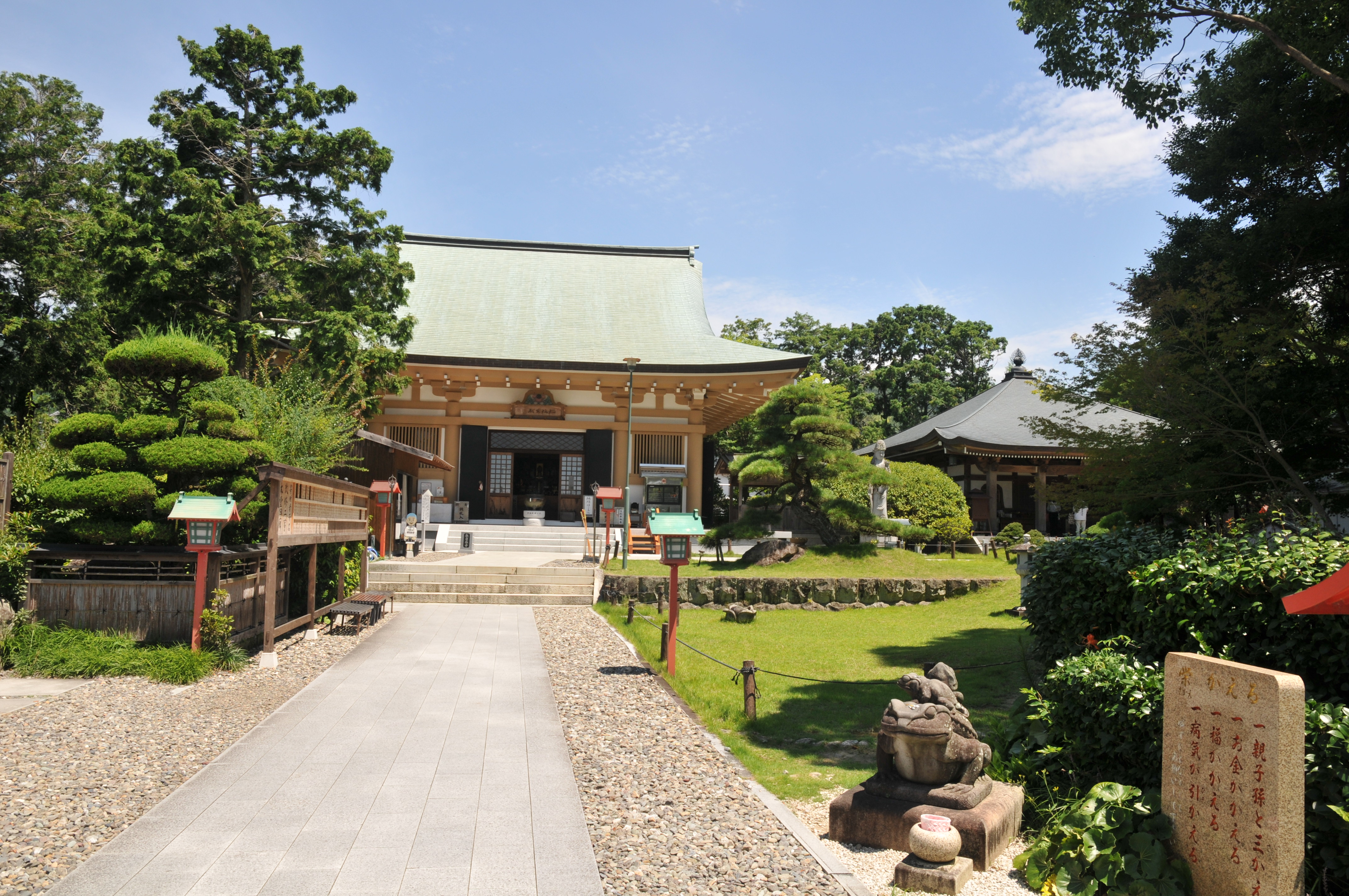
観自在寺

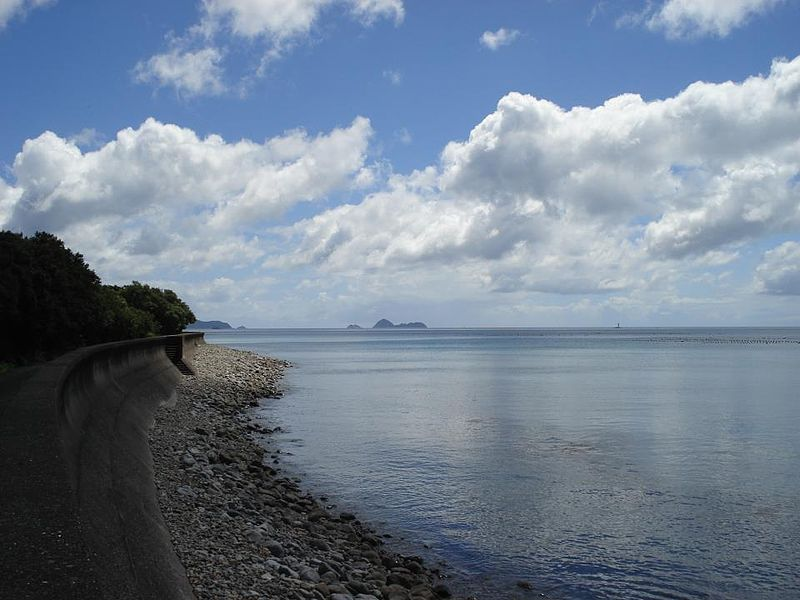
内海地域の須ノ川海岸（日本の渚百選）

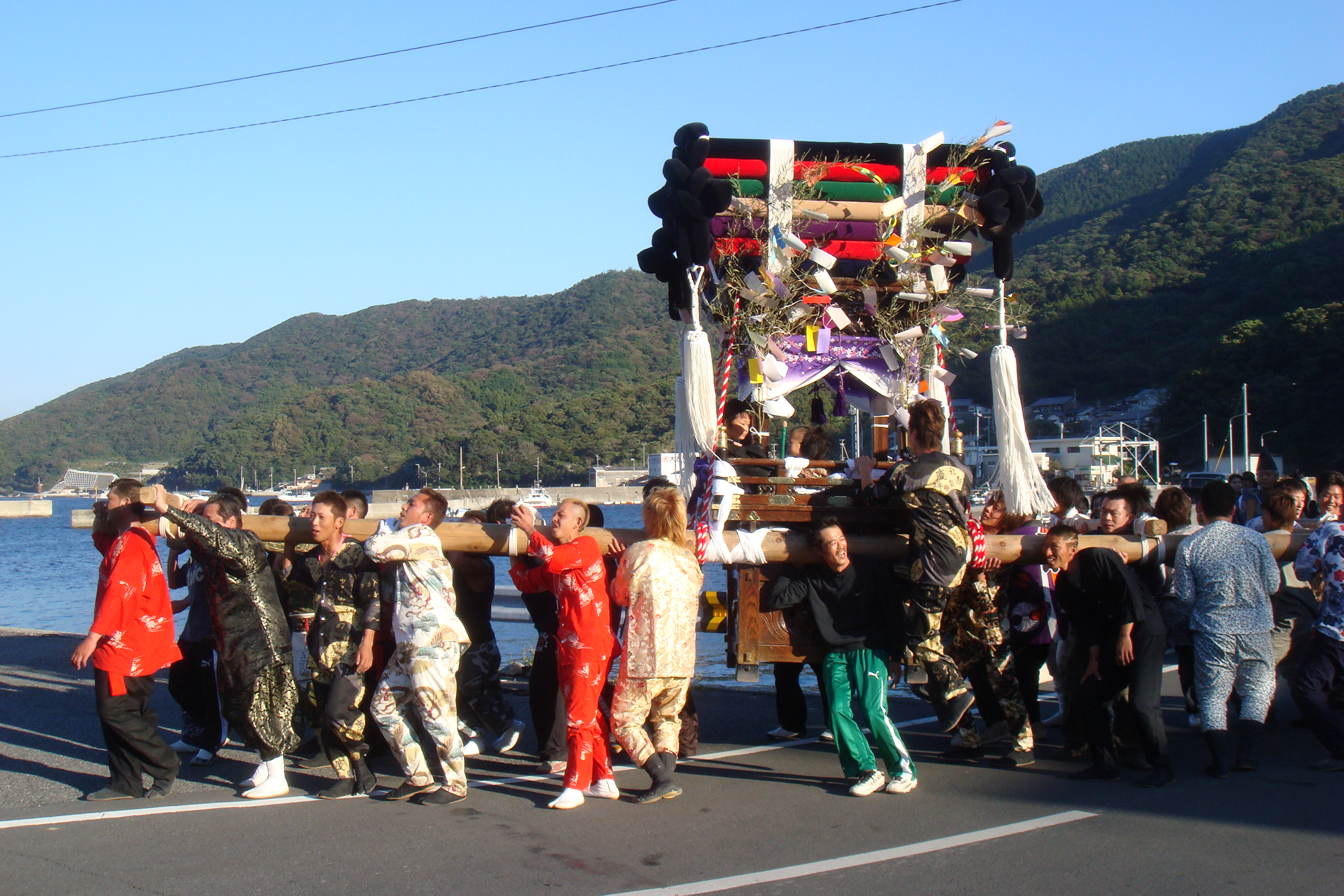
愛南町福浦、福浦若宮神社の秋祭り神輿

- 平城山観自在寺（四国八十八箇所 40番札所）
- 道の駅みしょうMIC
- 常盤城：町史跡。
- 山出憩いの里温泉

かつては御荘湾ロープウェイもあったが、2006年（平成18年）4月1日に廃止された。
南レク施設群
- 城辺公園
- 松軒山公園
- 御荘公園（サンパール）
- 馬瀬公園（紫電改展示館、宇和海展望タワー

内海地域
- 由良岬
- 船越運河
- ウバメガシ群生

南レク須ノ川施設群
- ゆらり内海
- グリーンパークすのかわ

西海地域
- 宇和海海中公園  観光船（ガイヤナ号、ユメカイナ号）
- 石垣の里  外泊（そとどまり）地区
- 高茂岬
- 鹿島　元は宇和島伊達藩の狩猟地。1955年（昭和30年）に愛媛県の名勝に指定。同年に足摺国定公園に指定され1972年（昭和47年）に現在の国立公園になった。

一本松地域
- 篠山（標高1065m）、篠山森林公園、アケボノツツジの群生が有名である。
- 一本松温泉あけぼの荘
- 愛南町農村運動広場あけぼのグラウンド

- まつり、イベント

トレッキング・ザ・空海 － 11月
サンゴ週間 - 3月、船越にて
南レクさくらまつり - 3月下旬～4月、南レク城辺公園にて
愛南大漁まつり(2010年より中止が続いている) - 御荘湾立て干し網（例年GWに開催していた）と「かつおフェア」を2006年から統合。
南レク杯高校サッカー大会（5月）
どろんこサッカー(2018年で終了)
海中公園まつり
花とり踊り（増田、正木）
街道灯籠祭り愛南「酒蔵の道をゆく」「海街道をゆく」「山街道をゆく」 －7月から9月
愛南マラニック - 8月
- 特産物

水産物（カキ（御荘湾）、カツオ（深浦港）、ヒオウギガイ（内海湾ほか）、真珠、ウツボ、はまち、モイカ）
水産加工品（カツオ刺身・たたき、じゃこ天、蒲鉾、スルメ、いりこ、目刺、ふぐちょうちん）
農産物
かんきつ類（甘夏、河内晩柑（みしょうかん、愛南ゴールド）、ハウストマト、ブドウ、カモ米
野菜（ブロッコリー、オランダエンドウ）
由良媛っ子地鶏（内海地区・緑地区）

## 出身有名人
（五十音順）
- 岡本美登 - 俳優
- 岡本吉起 - ゲームクリエイター
- 尾崎英雄 - フジ・リテイリング会長兼CEO、日本チェーンストア協会副会長
- 田中坦三 - 現代美術家
- 夏井いつき - 俳人
- 西田吉洋 - 元プロサッカー選手、プロビリヤード選手
- 羽田敬介 - 元プロサッカー選手
- 御荘金吾 - 脚本家・放送作家・劇作家
- 山本智子 - 歌手
- 山本まさの - 政治家
- 山下泰則 - 南海放送アナウンサー

## 市外局番
全域で0895（御荘MA）。
宇和島市・北宇和郡各町は同一市外局番でも単位料金区域が異なる（宇和島MA）。